# Cratere Tursunoy
Tursunoy  è un cratere sulla superficie di Venere.